# Toxorhina (Ceratocheilus) cornigera
Toxorhina (Ceratocheilus) cornigera is een tweevleugelige uit de familie steltmuggen (Limoniidae). De soort komt voor in het Afrotropisch gebied.